# Junta governativa catarinense de 1822-1824
Quando D. João VI transformou as capitanias em províncias, estas foram inicialmente governadas por uma junta governativa provisória.
Cinco eram os membros da junta da província de Santa Catarina:
1. Jacinto Jorge dos Anjos Correia (presidente)
2. José da Silva Mafra (secretário)
3. João de Bittencourt Pereira Machado e Sousa
4. Francisco Luís do Livramento
5. Joaquim de Santana Campos.

A junta governativa catarinense administrou a província de 22 de maio de 1822 a 16 de fevereiro de 1824.